# Atech Grand Prix
Atech Grand Prix est une écurie de sport automobile britannique, fondée par David Hayle en 2007 sous le nom de Hitech Junior Team, dérivée de l'équipe Hitech Racing.
Elle a été renommée Atech Grand Prix en 2009.
| Saison | Clubs                                  | Moteur | Pneumatiques | Pilotes                                        | GP disputés | Victoires | Points inscrits | Classement      |
| ------ | -------------------------------------- | ------ | ------------ | ---------------------------------------------- | ----------- | --------- | --------------- | --------------- |
| 2008   | Liverpool F.C. FC Porto                | V12    | Michelin     | Adrián Vallés Tristan Gommendy                 | 12          | 2 0       | 325             | 4e 7e           |
| 2009   | Liverpool F.C. FC Porto FC Midtjylland | V12    | Michelin     | Adrián Vallés Tristan Gommendy Kasper Andersen | 12          | 1 2 0     | 412 302 203     | Champion 5e 14e |
| 2010   | Liverpool F.C. AC Milan                | V12    | Michelin     | James Walker Yelmer Buurman                    | 12          | 3 2       | 631 439         | 5e 10e          |